# Sala Baganza
Sala Baganza là một đô thị ở tỉnh Parma ở vùng Emilia-Romagna, Italia tọa lạc cách khoảng 90 km về phía tây bắc của Bologna và khoảng 12 km về phía tây nam của Parma. Đến thời điểm ngày 31 tháng 12 năm 2004, đô thị này có dân số 4.766 và diện tích là 30,9 km².
Đô thị Sala Baganza bao gồmfrazioni (đơn vị trực thuộc, làng) Case Marconi, Casino de' Boschi, Castellaro, Limido, Maiatico, San Vitale Baganza, and Talignano.
Sala Baganza tiếp giáp các đô thị sau đây: Calestano, Collecchio, Felino, Fornovo di Taro, Parma, Terenzo.